# Maurois (Nord)
Pour les articles homonymes, voir Maurois.
Maurois est une commune française située dans le département du Nord, en région Hauts-de-France.

## Géographie
Le village s'étend le long de la RD 932 (dite chaussée Brunehaut) et forme une seule agglomération avec le village voisin de Honnechy. L'Erclin prend sa source à Maurois. Un bois, le bois de Gattigny, couvre le sud-ouest du territoire de la commune
Maurois est située à 6 km de Clary, à 7 km du Cateau-Cambrésis, à 8 km de Caudry, à 11 km de Bohain-en-Vermandois et à 14 km de Wassigny. 
La gare de Maurois est située au sud du village sur la ligne de Busigny à Cambrai mais la gare de Busigny, située à 6 km, est bien mieux desservie.
La commune est située sur un terrain accidenté et marécageux : la chaussée Brunehaut qui traverse le village, ancienne voie romaine reliant Bavay à Vermand. Origine du nom : d'un mot latin, malaretum, collectif de malarius, synonyme de pommier.

### Communes limitrophes
| Bertry |         | Reumont  |
|        | Maurois |          |
| Maretz | Busigny | Honnechy |

### Hydrographie

#### Réseau hydrographique
La commune est située dans le bassin Artois-Picardie. Elle est drainée par l'Erclin et le ruisseau d'Entre Deux Villes,,.
L'Erclin, d'une longueur de 34 km, prend sa source dans la commune  et se jette  dans l'Escaut canalisée à Thun-Saint-Martin, après avoir traversé 16 communes. 

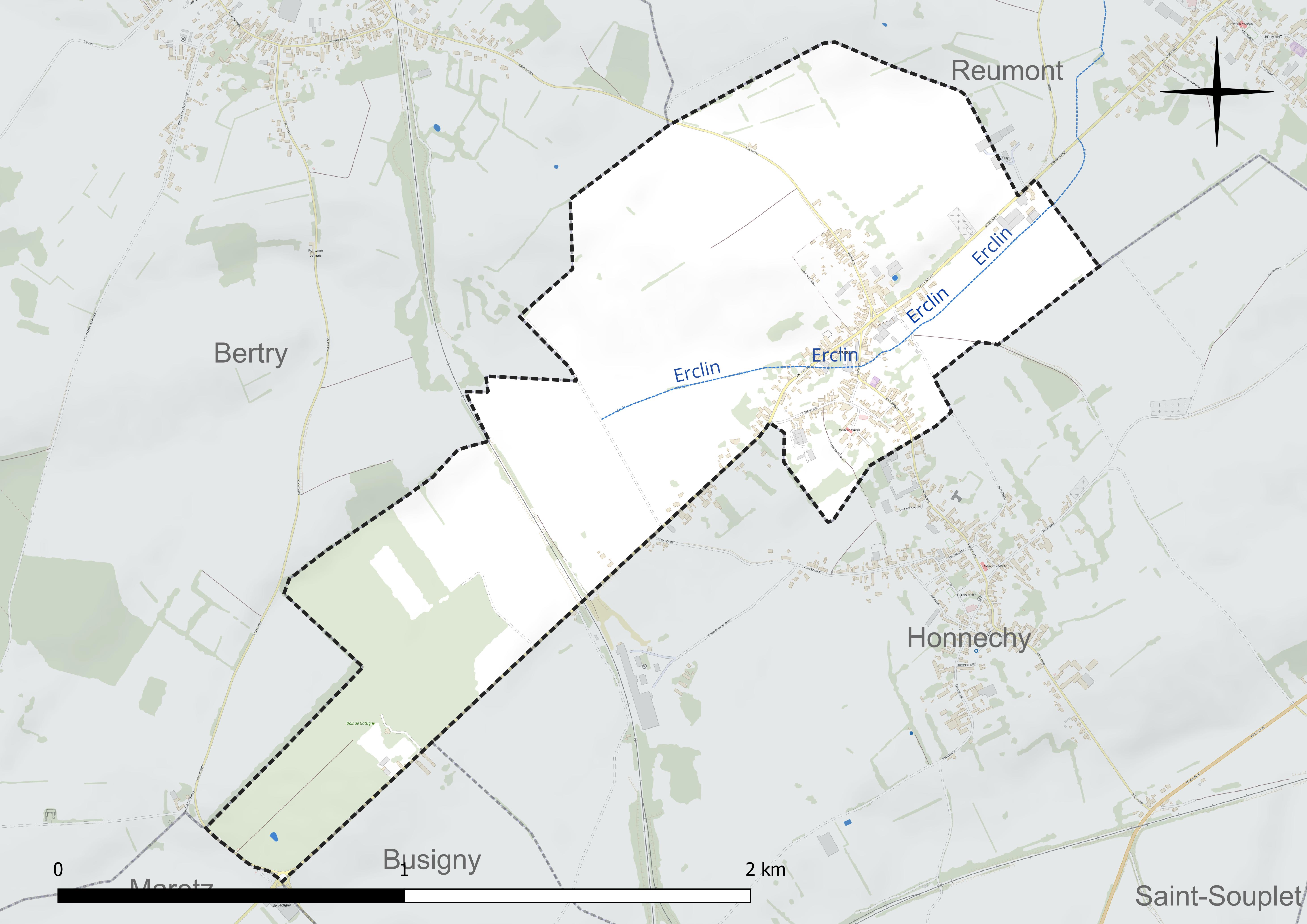
Réseau hydrographique de Maurois.

#### Gestion et qualité des eaux
Le territoire communal est couvert par le schéma d'aménagement et de gestion des eaux (SAGE) « Escaut ». Ce document de planification concerne un territoire de 2 005 km2 de superficie, délimité par le bassin versant de l'Escaut. Le périmètre a été arrêté le 9 juin 2006 et le SAGE proprement dit a été approuvé le 13 juillet 2021. La structure porteuse de l'élaboration et de la mise en œuvre est le syndicat mixte Escaut et Affluents (SyMEA). 
La qualité des cours d'eau peut être consultée sur un site dédié géré par les agences de l'eau et l'Agence française pour la biodiversité. 

### Climat
Pour des articles plus généraux, voir Climat des Hauts-de-France et Climat du Nord.
En 2010, le climat de la commune est de type climat océanique dégradé des plaines du Centre et du Nord, selon une étude du CNRS s'appuyant sur une série de données couvrant la période 1971-2000. En 2020, Météo-France publie une typologie des climats de la France métropolitaine dans laquelle la commune est exposée à un climat océanique altéré et est dans la région climatique  Nord-est du bassin Parisien, caractérisée par un ensoleillement médiocre, une pluviométrie moyenne régulièrement répartie au cours de l'année et un hiver froid (3 °C). 
Pour la période 1971-2000, la température annuelle moyenne est de 10,1 °C, avec une amplitude thermique annuelle de 14,4 °C. Le cumul annuel moyen de précipitations est de 796 mm, avec 12,7 jours de précipitations en janvier et 9,2 jours en juillet. Pour la période 1991-2020, la température moyenne annuelle observée sur la station météorologique la plus proche, située sur la commune d'Épehy à 25 km à vol d'oiseau, est de 10,6 °C et le cumul annuel moyen de précipitations est de 752,8 mm,. Pour l'avenir, les paramètres climatiques de la commune estimés pour 2050 selon différents scénarios d'émission de gaz à effet de serre sont consultables sur un site dédié publié par Météo-France en novembre 2022.

## Urbanisme

### Typologie
Au 1er janvier 2024, Maurois est catégorisée commune rurale à habitat dispersé, selon la nouvelle grille communale de densité à sept niveaux définie par l'Insee en 2022.
Elle est située hors unité urbaine. Par ailleurs la commune fait partie de l'aire d'attraction de Caudry, dont elle est une commune de la couronne,. Cette aire, qui regroupe 17 communes, est catégorisée dans les aires de moins de 50 000 habitants,.

### Occupation des sols
L'occupation des sols de la commune, telle qu'elle ressort de la base de données européenne d'occupation biophysique des sols Corine Land Cover (CLC), est marquée par l'importance des territoires agricoles (73,7 % en 2018), en diminution par rapport à 1990 (75 %). La répartition détaillée en 2018 est la suivante : 
terres arables (38,6 %), prairies (35,1 %), forêts (13,3 %), zones urbanisées (12,9 %). L'évolution de l'occupation des sols de la commune et de ses infrastructures peut être observée sur les différentes représentations cartographiques du territoire : la carte de Cassini (XVIIIe siècle), la carte d'état-major (1820-1866) et les cartes ou photos aériennes de l'IGN pour la période actuelle (1950 à aujourd'hui).

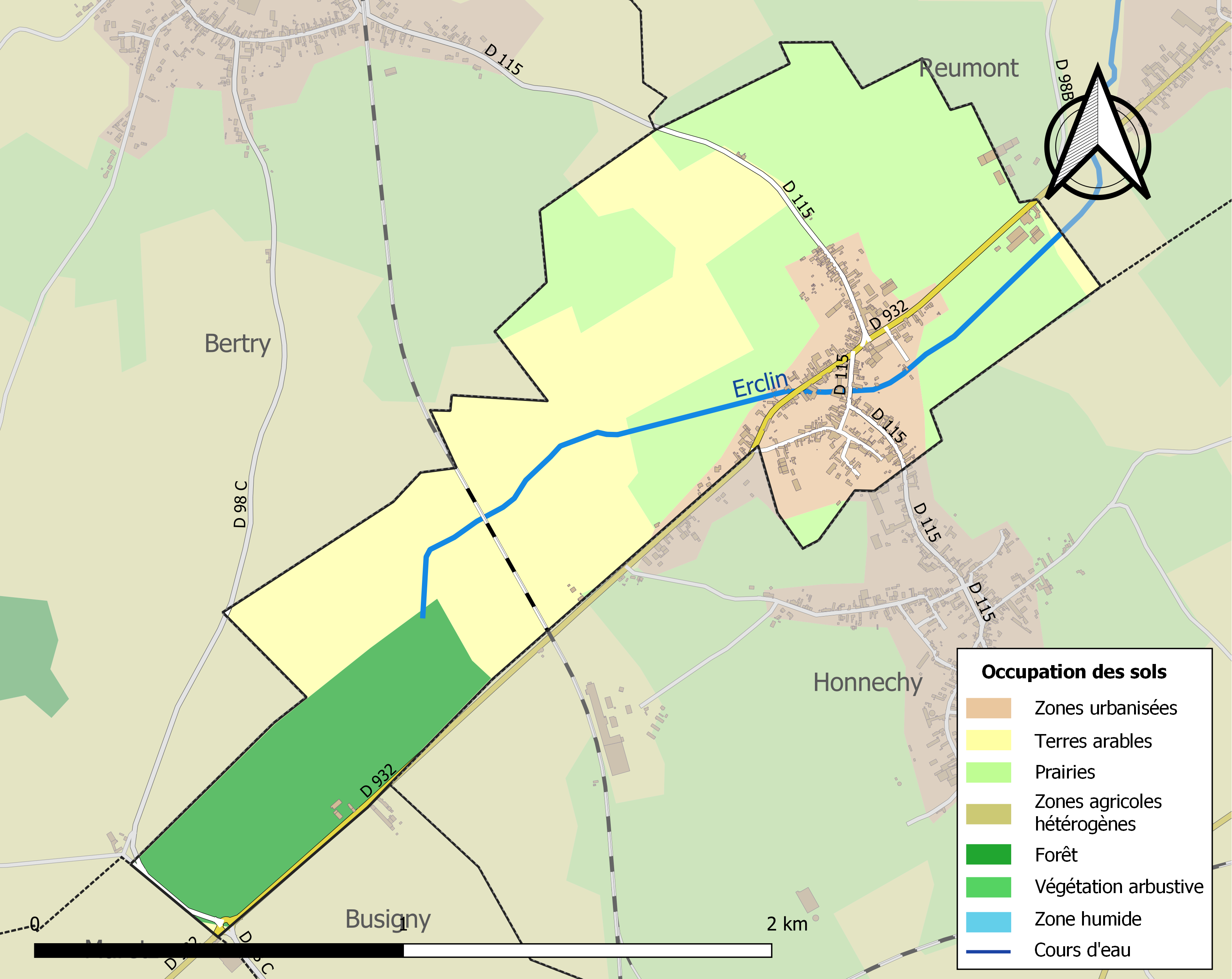
Carte des infrastructures et de l'occupation des sols de la commune en 2018 (CLC).

## Toponymie
Formes anciennes : Malroit (1174), Malerit (1200), Malroi (1225)
D'après Maurits Gysseling, Maurois viendrait du latin mālārētum, de mālārius (« pommier »).

## Histoire
Maurois écrit aussi Mauroy, il en est question dès l'An 1371, époque où la maison de Mauroy fit alliance avec la famille des Bourgeois. Hugues Bournel, chevalier, seigneur de Maurois, donna à l'abbaye St-Aubert de Cambrai, 6 mencaudées de terre situées à Hem-Lenglet, vers Fressies.
À l'origine, Maurois faisait partie de la châtellenie du Cateau-Cambrésis, alors qu'Honnechy, village qui jouxte Maurois, relève de la châtellenie de Guise. Peut-être cette situation explique-t-elle l'antagonisme qui oppose les deux villages et qui culmine au XIXe siècle, lors de l'implantation des gares. En 1887, une gare est implantée au lieu-dit Les Moulins, sur le territoire d'Honnechy, tout en portant l'inscription "Maurois".
Honnechy n'obtient pas le changement de nom, mais une seconde gare est créée dans cette commune. Quelques années plus tard, la municipalité de Maurois essaie d'annexer le hameau des Moulins, mais elle se heurte à la farouche opposition d'Honnechy. À la suite d'enquêtes, la pétition de Maurois est rejetée en 1894, ce qui n'empêche pas d'occasionnelles bagarres entre les jeunes des villages. De nos jours, les deux gares n'existent plus : elles ont été rasées par la SNCF.
Au XIXe siècle, l'industrie textile se développe, avec l'implantation d'une succursale de l'importante usine Seydoux du Cateau-Cambrésis, spécialisée dans le tissage à la main pour la fabrication des tissus fantaisie, qui emploie jusqu'à 800 tisseurs.
En 1914 un épisode de la bataille du Cateau se déroula à Maurois. Le village est resté dans des mains allemandes jusqu'au 9 octobre 1918.
Le village a la particularité d'avoir donné son nom de plume à l'écrivain André Maurois qui, séjournant pendant la Première Guerre mondiale dans la région, prend ce pseudonyme, car, explique-t-il dans ses mémoires parus en 1970: "Je choisis le prénom d'André en souvenir de mon cousin, tué à l'ennemi, et Maurois, nom d'un village proche de Cambrai, parce que j'en aimais la sonorité triste...".
Durant la 2nde guerre mondiale, la maison du 1, rue du calvaire fut réquisitionnée pour y loger des soldats allemands.
Le 9 mai 1944, le village subit un bombardement allié préparatoire au Débarquement, visant initialement le réseau ferroviaire de Busigny. En altitude, l'équipage du bombardier a confondu la chaussée Brunehaut avec une voie ferrée. Ce bombardement fit plusieurs victimes civiles, inscrites au monument aux morts, et des dégâts aux habitations.

## Héraldique
|  | Les armes de Maurois se blasonnent ainsi : « D'azur au lion d'argent et à la bordure d'or. » |

## Politique et administration
Maire de 1802 à 1807 : Louis Hutin,.

Maire en 1881 : J. B. Tacrie.
| Période                                  | Période       | Identité                      | Étiquette | Qualité |
| ---------------------------------------- | ------------- | ----------------------------- | --------- | ------- |
| octobre 1813                             | novembre 1813 | Louis Joseph Hutin            |           |         |
| 1823                                     | juillet 1830  | Jacques Joseph Bracq          |           |         |
| décembre 1836                            | avril 1844    | Jean Baptiste Fidèle Bataille |           |         |
|                                          | mars 1858     | Jean Baptiste Hutin           |           |         |
| avant 1995                               | ?             | Daniel Tourneur               | DVD       |         |
| mars 2001                                | mai 2020      | Pascal Coquelle               |           |         |
| mai 2020                                 | En cours      | Bernadette Dubuis             |           |         |
| Les données manquantes sont à compléter. |               |                               |           |         |

## Population et société

### Démographie

#### Évolution démographique
L'évolution du nombre d'habitants est connue à travers les recensements de la population effectués dans la commune depuis 1793. Pour les communes de moins de 10 000 habitants, une enquête de recensement portant sur toute la population est réalisée tous les cinq ans, les populations de référence des années intermédiaires étant quant à elles estimées par interpolation ou extrapolation. Pour la commune, le premier recensement exhaustif entrant dans le cadre du nouveau dispositif a été réalisé en 2004.

En 2022, la commune comptait 405 habitants, en évolution de +3,58 % par rapport à 2016 (Nord : +0,51 %, France hors Mayotte : +2,11 %).
| 1793 | 1800 | 1806 | 1821 | 1831 | 1836 | 1841 | 1846 | 1851 |
| ---- | ---- | ---- | ---- | ---- | ---- | ---- | ---- | ---- |
| 452  | 438  | 442  | 590  | 722  | 725  | 772  | 798  | 816  |

| 1856 | 1861 | 1866 | 1872 | 1876 | 1881 | 1886 | 1891 | 1896 |
| ---- | ---- | ---- | ---- | ---- | ---- | ---- | ---- | ---- |
| 841  | 881  | 900  | 914  | 866  | 832  | 814  | 832  | 809  |

| 1901 | 1906 | 1911 | 1921 | 1926 | 1931 | 1936 | 1946 | 1954 |
| ---- | ---- | ---- | ---- | ---- | ---- | ---- | ---- | ---- |
| 773  | 720  | 677  | 604  | 577  | 548  | 535  | 534  | 523  |

| 1962 | 1968 | 1975 | 1982 | 1990 | 1999 | 2004 | 2006 | 2009 |
| ---- | ---- | ---- | ---- | ---- | ---- | ---- | ---- | ---- |
| 515  | 536  | 492  | 454  | 387  | 378  | 441  | 459  | 421  |

| 2014 | 2019 | 2022 | - | - | - | - | - | - |
| ---- | ---- | ---- | - | - | - | - | - | - |
| 397  | 403  | 405  | - | - | - | - | - | - |

#### Pyramide des âges
La population de la commune est relativement jeune.
En 2018, le taux de personnes d'un âge inférieur à 30 ans s'élève à 42,2 %, soit au-dessus de la moyenne départementale (39,5 %). À l'inverse, le taux de personnes d'âge supérieur à 60 ans est de 15,6 % la même année, alors qu'il est de 22,5 % au niveau départemental.
En 2018, la commune comptait 205 hommes pour 194 femmes, soit un taux de 51,38 % d'hommes, largement supérieur au taux départemental (48,23 %).
Les pyramides des âges de la commune et du département s'établissent comme suit.
| Hommes | Classe d’âge | Femmes |
| ------ | ------------ | ------ |
| 0,0    | 90 ou +      | 0,5    |
| 4,8    | 75-89 ans    | 6,1    |
| 9,7    | 60-74 ans    | 10,2   |
| 21,3   | 45-59 ans    | 19,9   |
| 21,3   | 30-44 ans    | 21,9   |
| 20,8   | 15-29 ans    | 19,4   |
| 22,2   | 0-14 ans     | 21,9   |

| Hommes | Classe d’âge | Femmes |
| ------ | ------------ | ------ |
| 0,5    | 90 ou +      | 1,4    |
| 5,3    | 75-89 ans    | 8,1    |
| 14,8   | 60-74 ans    | 16,2   |
| 19,1   | 45-59 ans    | 18,4   |
| 19,5   | 30-44 ans    | 18,7   |
| 20,7   | 15-29 ans    | 19,1   |
| 20,2   | 0-14 ans     | 18     |

## Lieux et monuments
- Brasserie Rigaut Hutin[27]
- Le monument aux morts, réalisé par le marbrier-sculpteur Jules Delvienne de Le Cateau-Cambrésis, et inauguré le 9 octobre 1921. Il représente une femme portant en sa main gauche une statuette et des lauriers, la main droite reposant sur un Casque Adrian, posé sur un morceau de tronc. Le monument est taillé dans le matériau statuaire nordiste par excellence : le calcaire gris extrait à Soignies (Belgique). Autrefois, à l'emplacement du monument aux morts, se trouvait un abreuvoir.
- Le calvaire, situé à l'angle de la rue du même nom et de la chaussée Brunehaut, est un don de la famille Huart-Crépin.
- La Gare de Maurois
- La ruelle "Pied-sente de Guise" relie la chaussée Brunehaut à la rue du Calvaire.
- La ruelle "Entre deux villes" relie Maurois ( Rue du calvaire ) à Honnechy ( Rue de Maurois ).
- Maurois Communal Cemetery ( Tombes de guerre du Commonwealth ) : Il y a maintenant plus de 80 tombes de la guerre 1914-18 sur cet dans cet emplacement. Trois soldats ont été enterrés par l'ennemi en août 1914, trois par leurs camarades en octobre 1918, et un en octobre 1918 dans une tombe simple. Les autres ont été enterrés en octobre et novembre 1918, un en février 1919. La parcelle de terrain couvre une surface de 286 mètres carrés.

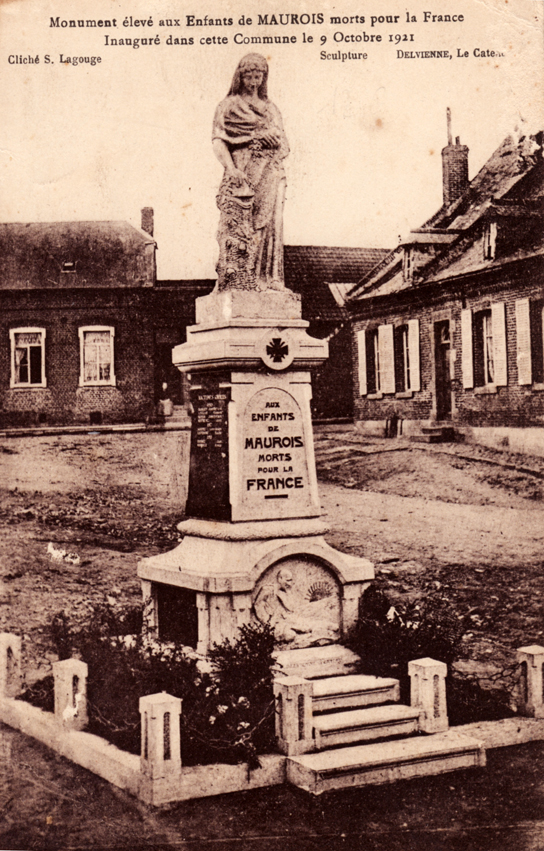
Photographie ancienne mentionnant le réalisateur
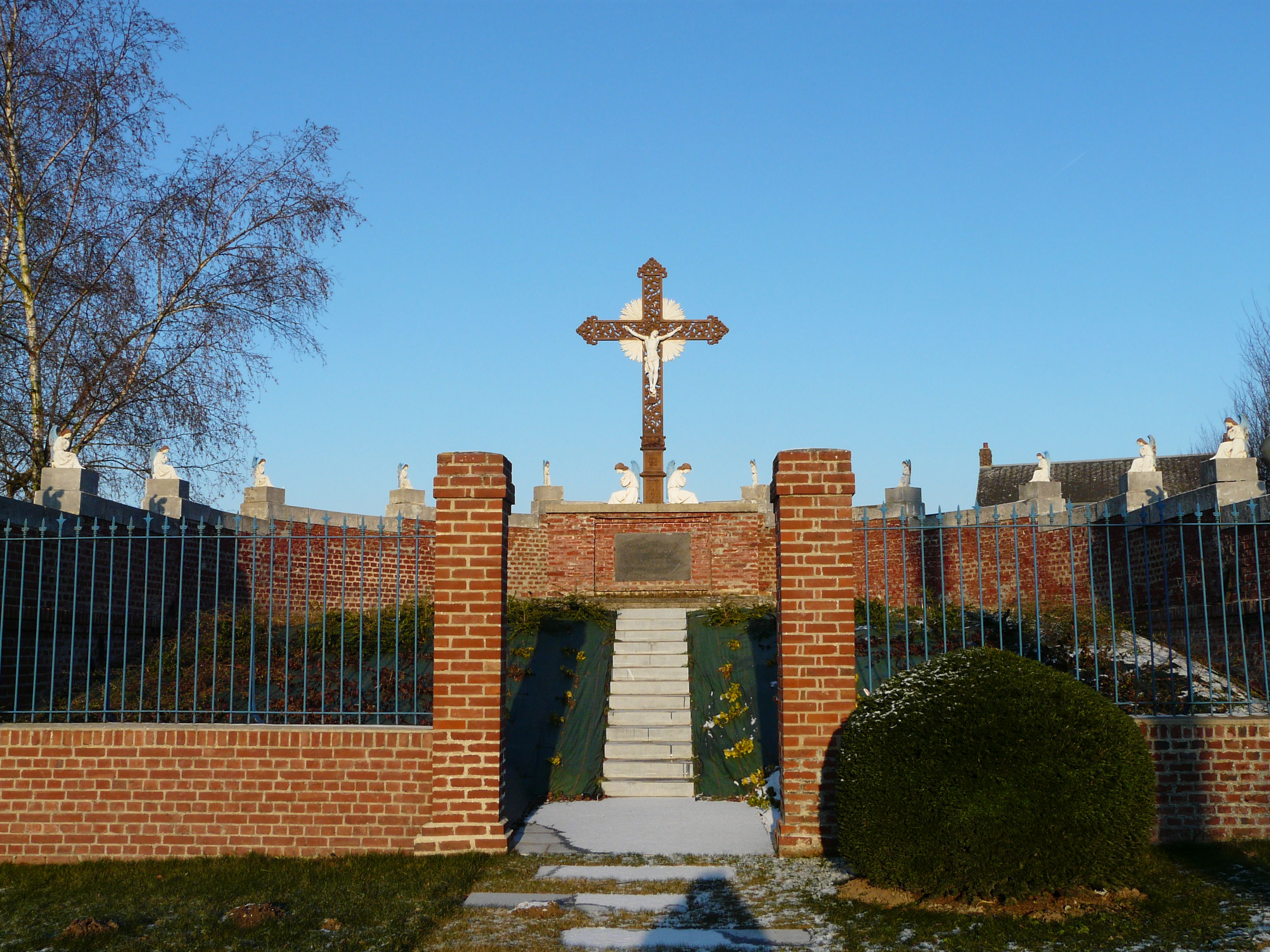
Le calvaire de Maurois
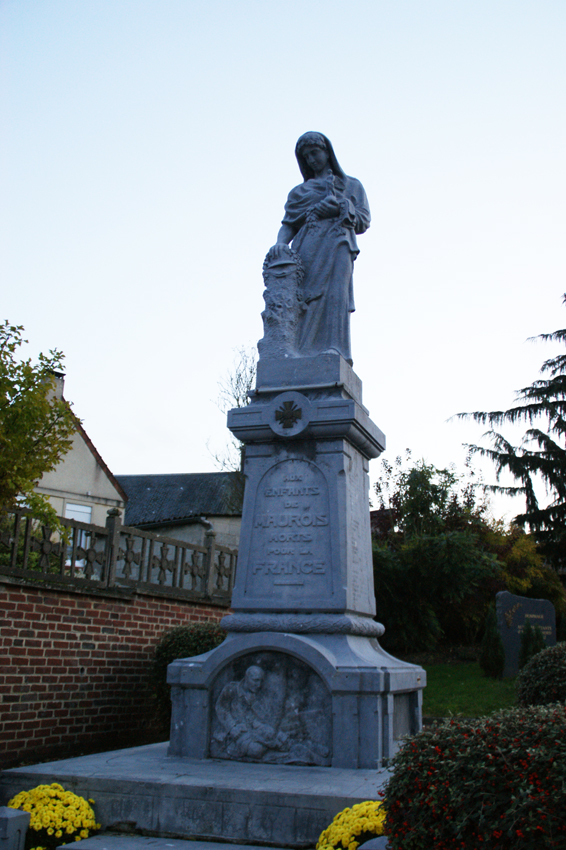
Le monument aux morts
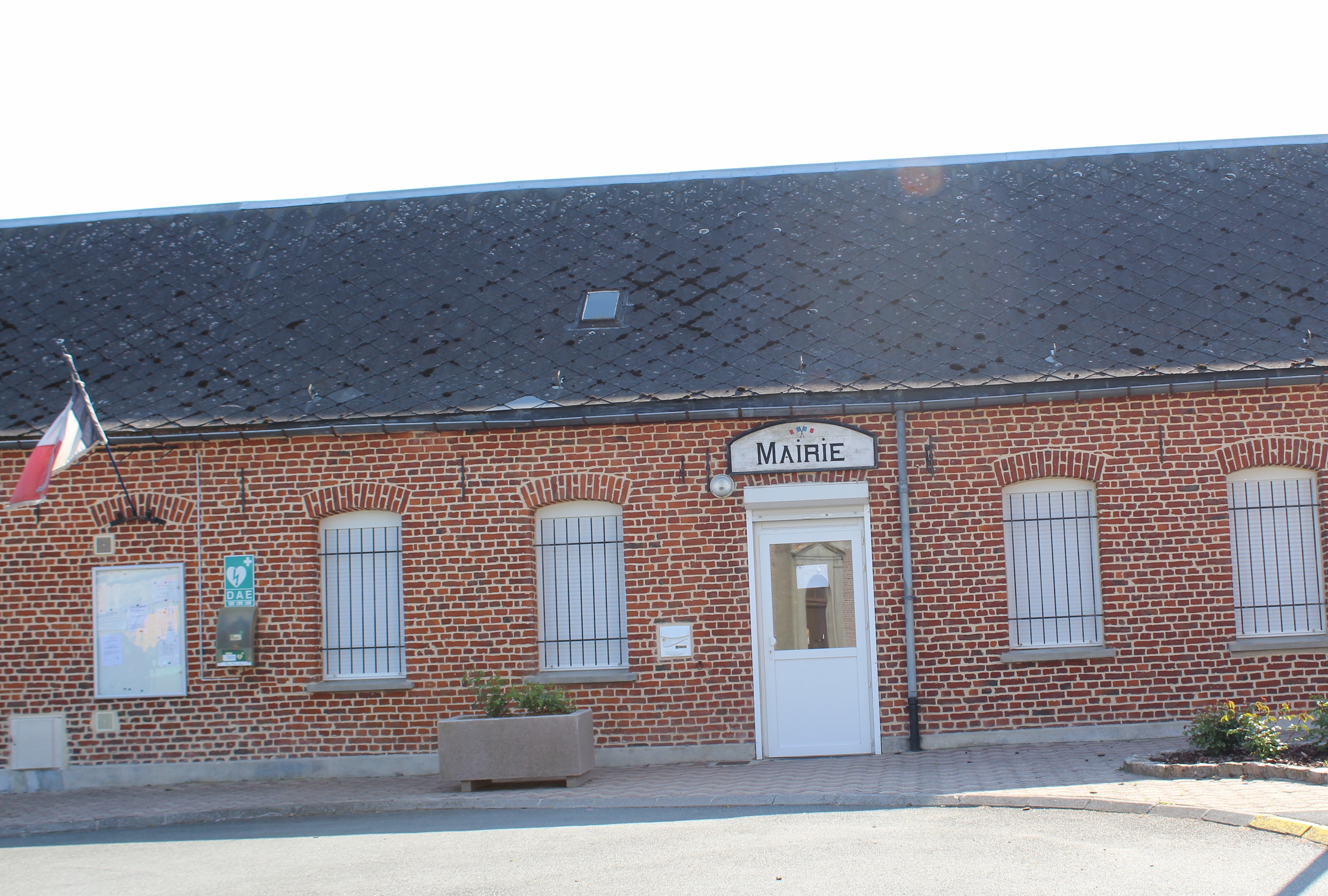
La mairie

## Personnalités liées à la commune
- André Maurois qui a choisi le nom du village comme nom de plume.

## Pour approfondir